# Gymnospermium
Gymnospermium é um género botânico pertencente à família Berberidaceae.

## Espécies
- Gymnospermium albertii
- Gymnospermium altaicum
- Gymnospermium darwasicum
- Gymnospermium kiangnanensis
- Gymnospermium odessanum
- Gymnospermium scipetarum
- Gymnospermium shqipetarum
- Gymnospermium silvaticum
- Gymnospermium smirnovii
- Gymnospermium sylvaticum
- Gymnospermium vitellinum

1. ↑  «Gymnospermium — World Flora Online». www.worldfloraonline.org. Consultado em 19 de agosto de 2020